# Błotniarka uszata
Błotniarka uszata (Radix auricularia) – gatunek słodkowodnego ślimaka z rodziny błotniarkowatych (Lymnaeidae). Występuje w Europie i Azji. Zawleczona do Ameryki Północnej.

## Charakterystyka

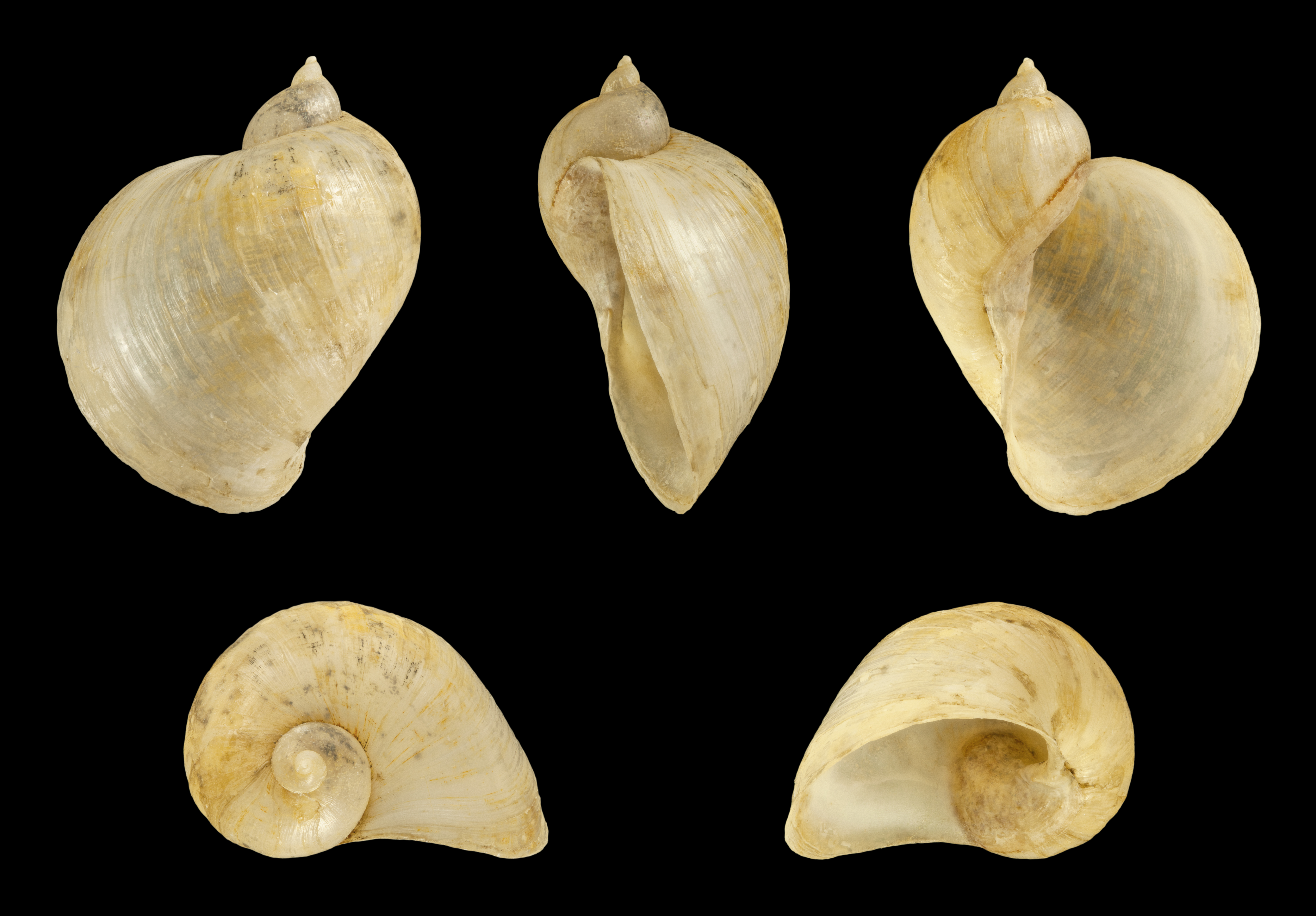
Muszla

Muszla cienkościenna, prześwitująca i krucha, barwy rogowej lub żółtawej o powierzchni nieregularnie prążkowanej lub młotkowanej, zbudowana z trzech zwojów tworzących niewielką, stożkowato zaostrzoną skrętkę i czwartego, znacznie rozdętego i wielokrotnie swą wielkością przewyższającego wcześniejsze. Muszla 25–30 mm wysokości i 25–30 mm szerokości. Wrzeciono o typowej dla błotniarek budowie (to znaczy z fałdką i wygięciem na styku z ostatnim skrętem), a dołek osiowy zakryty całkowicie lub niewielki, szczelinowaty. Otwór w zarysie uchowaty (stąd nazwa), z krawędzią spłaszczoną i często wywiniętą.

## Zasięg występowania i środowisko
Pospolita; żyje w wodach stojących i wolno płynących Europy, dużej części Azji oraz Ameryki Północnej, gdzie została zawleczona. Gatunek dość odporny na zanieczyszczenia. Na zimę przenosi się do głębszych wód. Ślimaki w strefie pływów i szybciej płynących strumieni wykształcają grubościenne muszle z okrągłym (nieuchowatym) otworem i o jeszcze bardziej zredukowanej skrętce. Muszle ślimaków żyjących w trzcinowiskach często mają wgłębienia na krawędziach otworu od stałego siedzenia na łodydze trzciny. Błotniarka uszata jest gatunkiem wszystkożernym, a pokarm zwierzęcy (padlina) zwiększa jej długowieczność i możliwości wzrostu.

## Rozmnażanie
Rozmnażanie odbywa się od końca marca do maja. Jaja w liczbie od 50 do 150 sztuk (czasami więcej, nawet 475 szt.) składane są w podkowiastych kładkach (długość 1,5 do 7,5 cm) na powierzchniach zanurzonych w wodzie.